# جان دیویس (وزنه‌بردار)
جان دیویس (انگلیسی: John Davis؛ ۱۲ ژانویه ۱۹۲۱ – ۱۳ ژوئیه ۱۹۸۴) وزنه‌بردار اهل ایالات متحده آمریکا بود.